# کشف جادوگران
کشف جادوگران (انگلیسی: A Discovery of Witches) سریال تلویزیونی فانتزی انگلیسی است که پخش فصل اول آن از تاریخ ۱۴ سپتامبر ۲۰۱۸ در ۸ قسمت آغاز گردیده است. این مجموعه بر پایهٔ مجموعهٔ سه‌گانه با نام تمام ارواح اثر دبورا هارکنز نویسنده و مورخ آمریکایی تولید گردیده است. این سریال درسال ۱۳۹۹ از شبکه (من و تو) با دوبله فارسی پخش گردید.

## داستان
دایانا بیشاپ، مورخی است که دست‌نوشته‌ای جادو شده را در کتابخانه Bodleian کشف می‌کند. در حالی که او تلاش می‌کند رازهایی را که این کتاب در مورد موجودات جادویی در خود نگه می‌دارد، کشف کند، مجبور می‌شود به دنیای جادو، پر از خون‌آشام‌ها، شیاطین، جادوگران و عشق ممنوعه بازگردد. تشکیل یک اتحاد بعید، متیو کلرمونت، ژنتیک و خون‌آشام، که توسط متیو گود به تصویر کشیده شده است، به دایانا کمک می‌کند تا از کتاب محافظت کند و معماهای درونی را حل کند، برای این کار باید به جنگ با انجمنی که از معاهده چند قرن پیش امضا شده و روابط بین گونه ایی را ممنوع کرده برود.

## بازیگران
- ترزا پالمر در نقش دایانا بیشاب، پی‌اچ‌دی، جادوگر و تاریخ‌دان با سابقه در دانشگاه ییل، در حال تحصیل در رشته کیمیاگری و علم در دانشگاه آکسفورد
- متیو گود در نقش متیو کلرمونت، خون‌آشام و استاد بیوشیمی
- ادوارد بلومل در نقش مارکوس ویتمور، پسر خون‌آشام متیو کلرمونت و همکار آزمایشگاه
- لوئیز بریلی در نقش گیلیان چمبرلین (فصل ۱)، یک جادوگر و دانشگاهی در کنار دایانا در آکسفورد
- مالین بوسکا در نقش ساتو یاروینن، جادوگری فنلاندی
- عایشه هارت در نقش میریام شپرد، خون‌آشام و همکار متیو در آکسفورد
- اوون تیال در نقش پیتر ناکس، یک جادوگر عالی رتبه و یکی از اعضای جماعت
- الکس کینگستون در نقش سارا بیشاب، عمهٔ دایانا
- والری پتیفورد در نقش امیلی مدر، شریک سارا
- ترور ایو در نقش گربرت اوریاک، خون‌آشامی باستانی و یکی از اعضای جماعت